# گروه همپل
گروه همپل (به انگلیسی: Hempel Group) شرکتی دانمارکی و فعال در زمینه رنگ و پوشش‌های محافظتی است. عمده تخصص این شرکت بر نوع خاصی از پوشش‌های محافظتی به نام پوشش‌های ضدخزه است که برای جلوگیری از ایجاد خزه بر روی کشتی‌ها و شناورها استفاده می‌شود. همپل در سال ۲۰۱۳ با فروشی بالغ بر ۱٫۶۰۰ میلیارد دلار توانست رتبه هجدهم را در بین بزرگترین شرکت‌های رنگ سازی جهان کسب کند. این شرکت از سال ۱۳۷۶ خورشیدی با شرکت ایرانی باژاک در تولید رنگ‌های دریای همکاری دارند.